# Le Grand Bleu (yacht)
M/Y Le Grand Bleu är en megayacht tillverkad av Bremer Vulkan/Kusch Yachts i Tyskland. Hon sjösattes 2000 och levererades runt 2001 till den amerikanske företagsledaren John McCaw Jr. Ett år senare sålde McCaw megayachten till den ryske oligarken Roman Abramovitj, som byggde om den. Bara fyra år senare gav Abramovitj bort den till sin affärspartner och vän Eugene Sjvidler efter att Abramovitj förlorade ett vad mot denne.
Megayachten designades exteriört av Stefano Pastrovich och interiört av Bannenberg & Rowell. Le Grand Bleu är 112,8 meter lång och har en kapacitet på 20 passagerare fördelat på tio hytter. Den har också en besättning på 35 besättningsmän samt har en segelbåt, en mindre motorbåt och minst en helikopter ombord.

## Galleri

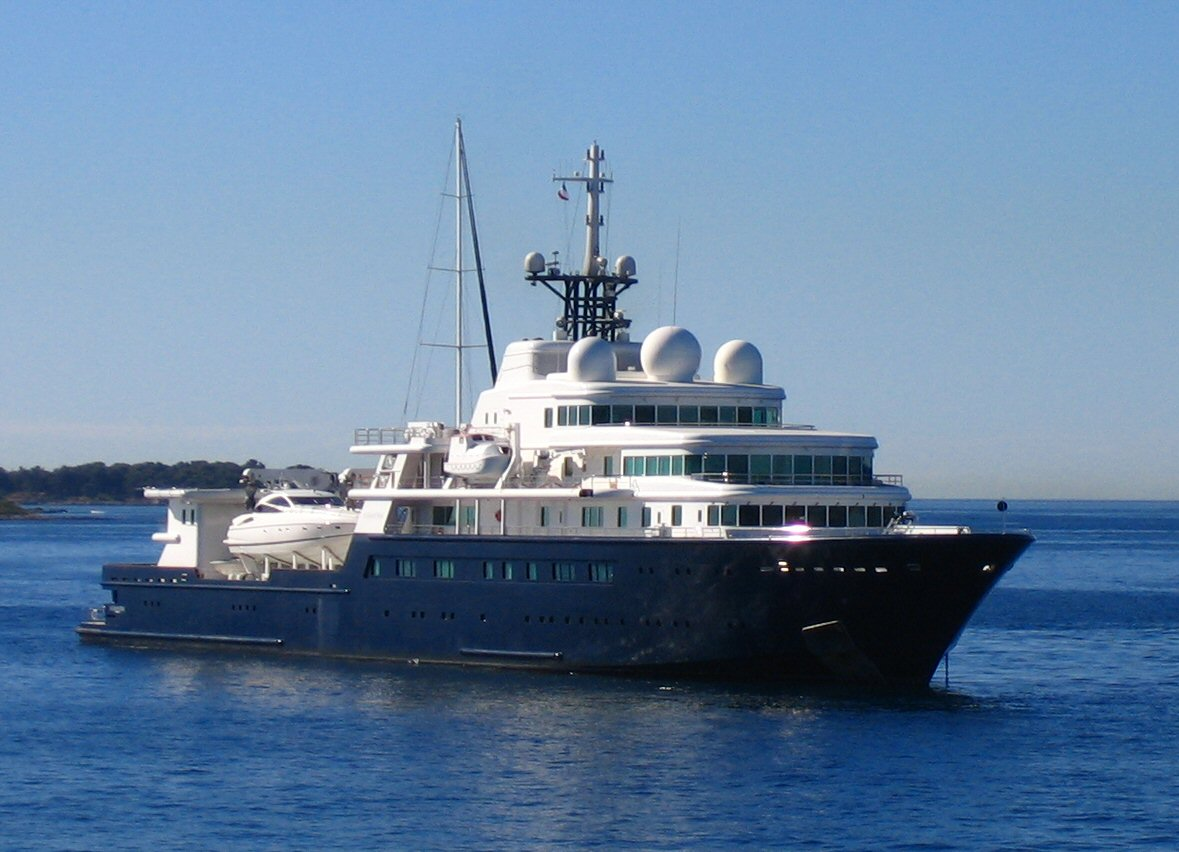
Le Grand Bleu i Cannes i Frankrike, 2006.
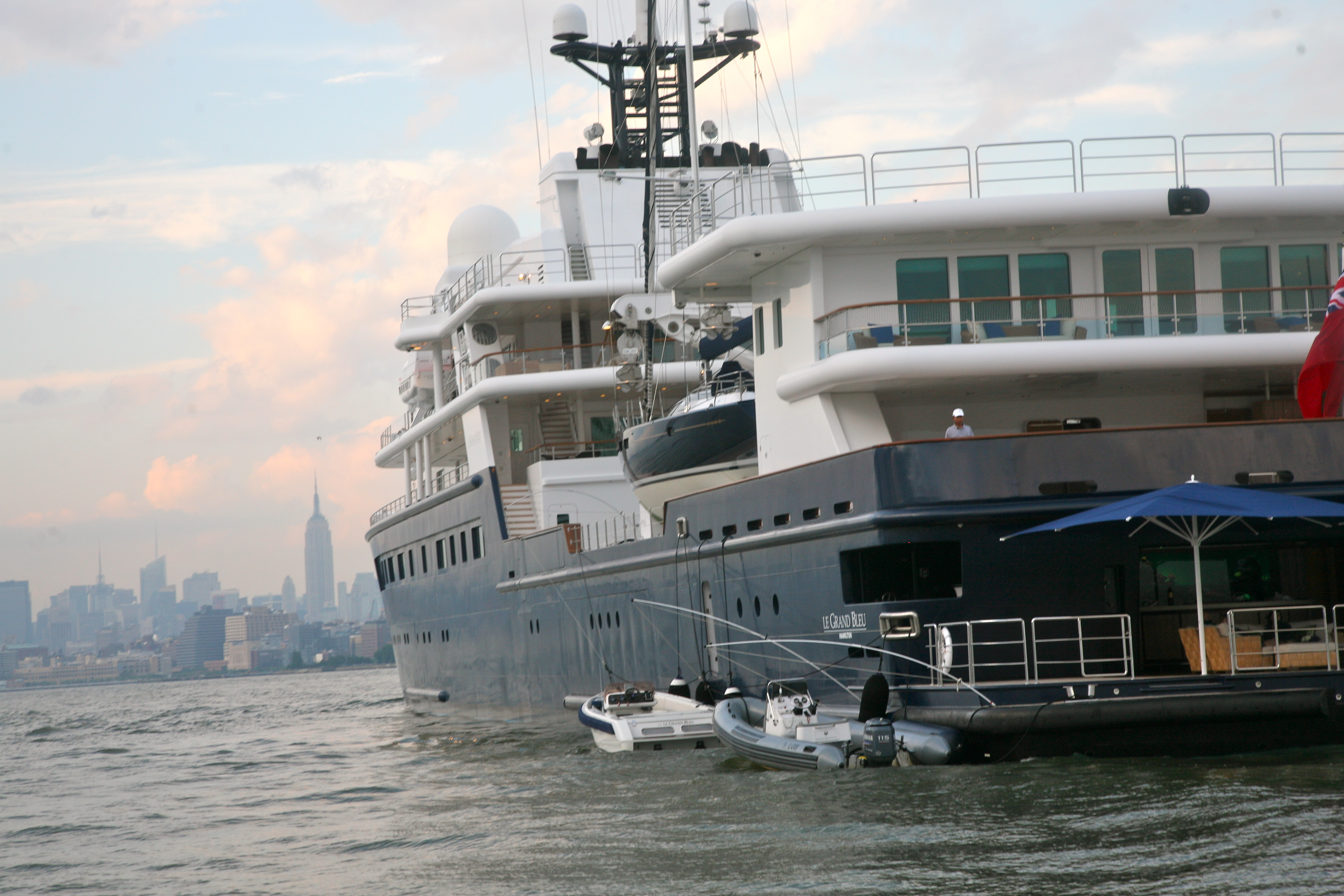
Le Grand Bleu i New York, New York i USA, 2009.
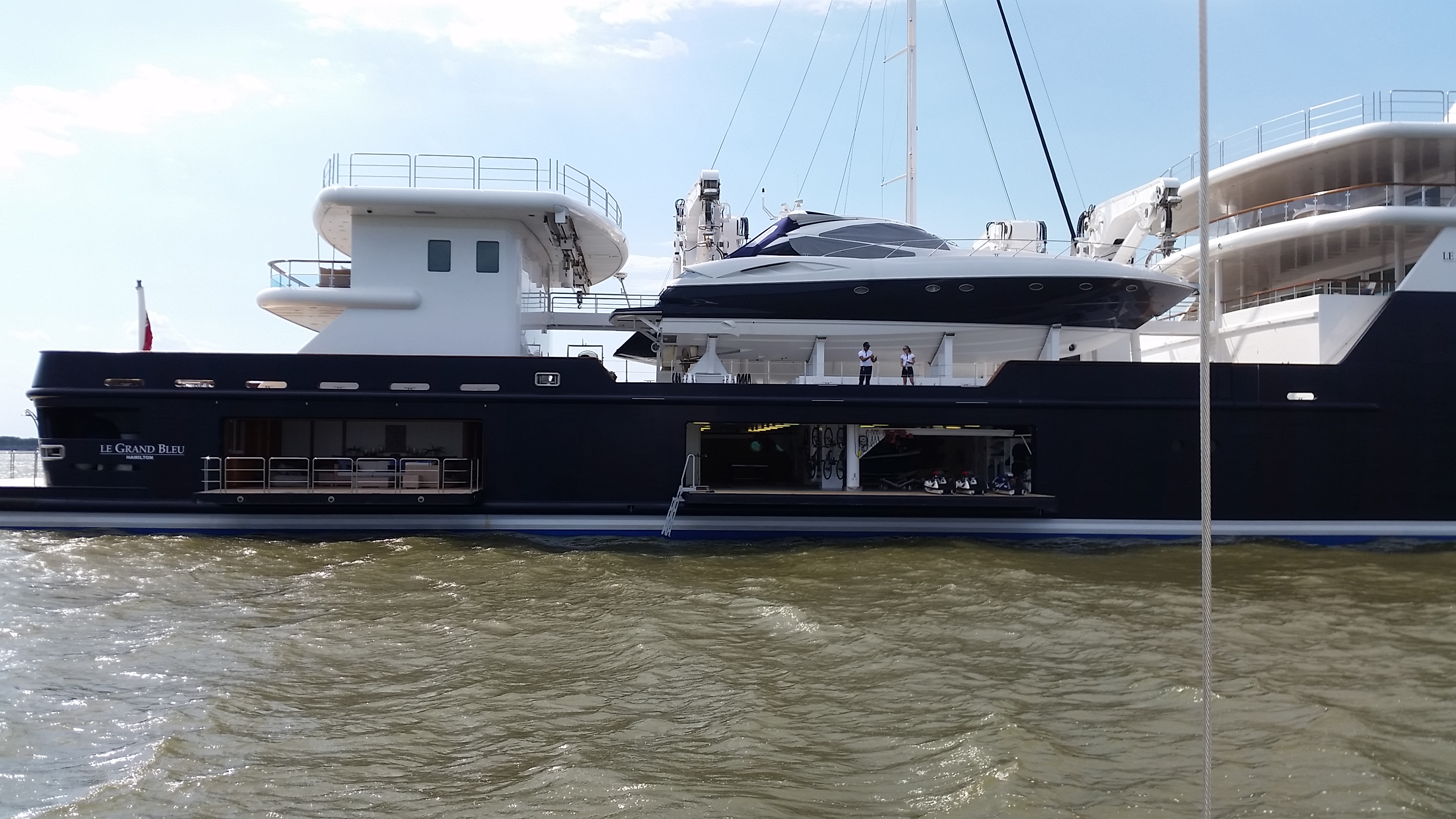
Le Grand Bleu i New York, New York i USA, 2017.